# 어떤날 Ⅱ
《어떤날 II》은 그룹 어떤날의 정규음반 2집이다.

## 음반소개
이 앨범을 온전하게 글로 풀어내는 일이 과연 가능할까? 나는 글의 시작부터 이러한 근본적 한계를 절감한다. 그 누가 이 앨범을 들으며 덤덤한 가슴을 유지할 수 있단 말인가? 이 무자비한 서정의 폭격을 맞고도 말이다. 훗날 한국 최고의 세션이자 편곡자, 그리고 기타리스트로 이름을 떨치게 되는 조동익과 이병우는 이렇듯 이미 이십대의 나이로 한국 음악사에 지워지지 않을 흔적을 새겨놓았다. 그들의 음악은 들국화처럼 강렬하지도 않았고 김현식처럼 불을 토하지도 않았다. 그러나 소박하고 단정하며 티끌 하나 묻어 있지 않은 순수함의 결정체와도 같은 이 앨범은, 그렇게 은근하고 조용하게 우리 시대의 작품이 되어 남았다. 전작보다 사운드가 더 매끈해졌지만 그 안의 감수성은 여전하다는 점에서 변질이 아닌 발전적 변화라고 보아야 할 것이며, 당시의 한국적 정서와는 다른 영미 팝 음악의 세련되고 도회적인 정서를 아련한 멜로디와 탁월한 편곡으로 훌륭히 재현해내었다는 점은 분명한 음악적 성취다. 이들은 결코 대단하고 거창한 것에 대해 노래하지 않았다. 이들은 바쁜 하루를 보낸 뒤 저무는 해를 바라보며 느끼는 아쉬움을 수줍게 털어놓았고, 어릴 적 몹시 추위를 타던 그 소녀와 함께 보았던 구름 사이 무지개꿈을 추억했다. 그러나 이러한 일상적이고 평범한 노래들이 모여 비범한 걸작을 이루어냈다. 앨범이 세상에 나온 지 꼬박 20년이 흘렀지만, 몸과 마음이 지쳐올 때마다 주머니 속에서 이 앨범을 꺼내보곤 한다. 어떤 날의 음악이 있기에 우리는 아직 꿈꿀 수 있다.

## 수록곡

### LP
| #             | 제목          | 작사          | 작곡          | 재생 시간 |
| ------------- | ------------- | ------------- | ------------- | --------- |
| 1.            | 〈출발〉      | 이병우        | 이병우        | 5:35      |
| 2.            | 〈초생달〉    | 조동익        | 조동익        | 4:04      |
| 3.            | 〈하루〉      | 조동익        | 조동익        | 3:49      |
| 4.            | 〈취중독백〉  | 이병우        | 이병우        | 8:02      |
| 총 재생 시간: | 총 재생 시간: | 총 재생 시간: | 총 재생 시간: | 21:30     |

| #             | 제목               | 작사          | 작곡          | 재생 시간 |
| ------------- | ------------------ | ------------- | ------------- | --------- |
| 1.            | 〈덧없는 계절〉    | 조동익        | 조동익        | 5:23      |
| 2.            | 〈소녀여〉         | 이병우        | 이병우        | 6:34      |
| 3.            | 〈그런 날에는〉    | 조동익        | 조동익        | 3:58      |
| 4.            | 〈11월 그 저녁에〉 | 이병우        | 이병우        | 7:29      |
| 총 재생 시간: | 총 재생 시간:      | 총 재생 시간: | 총 재생 시간: | 23:24     |

### CD
| #             | 제목               | 작사·작곡     | 재생 시간 |
| ------------- | ------------------ | ------------- | --------- |
| 1.            | 〈출발〉           | 이병우        | 5:35      |
| 2.            | 〈초생달〉         | 조동익        | 4:04      |
| 3.            | 〈하루〉           | 조동익        | 3:49      |
| 4.            | 〈취중독백〉       | 이병우        | 8:02      |
| 5.            | 〈덧없는 계절〉    | 조동익        | 5:23      |
| 6.            | 〈소녀여〉         | 이병우        | 6:34      |
| 7.            | 〈그런 날에는〉    | 조동익        | 3:58      |
| 8.            | 〈11월 그 저녁에〉 | 이병우        | 7:29      |
| 총 재생 시간: | 총 재생 시간:      | 총 재생 시간: | 44:54     |

## 만든 사람들
- 기획 : 	최윤식
- 레코딩 엔지니어 : 	송형헌
- 레코딩 스튜디오 : 	서울 스튜디오
- 조동익: Electric Bass, Digital Percussion, Fretless Bass, Computer Program, Keyboard Synthesizer
- 이병우: Guitar Synthesizer, Electric Guitar, Classical Guitar, Keyboard Synthesizer
- 배수연, 유영수: Drum
- 김영석: Digital Drum Program
- 김종현: Drum, Percussion
- 임인건: Piano
- 임정희: Oboe
- 김효국, 진형주, 김현철: Keyboard Synthesizer

- 녹음 : 서울스튜디오 송형헌, 도정회, 노양수
- 진양오디오 : 구자영
- 사진 : 이주헌
- 기획, 제작 : 최윤식

## 참조
1. ↑  평론가 김봉현 K-POP 아카이브[깨진 링크(과거 내용 찾기)]